# Francesco di Vannuccio

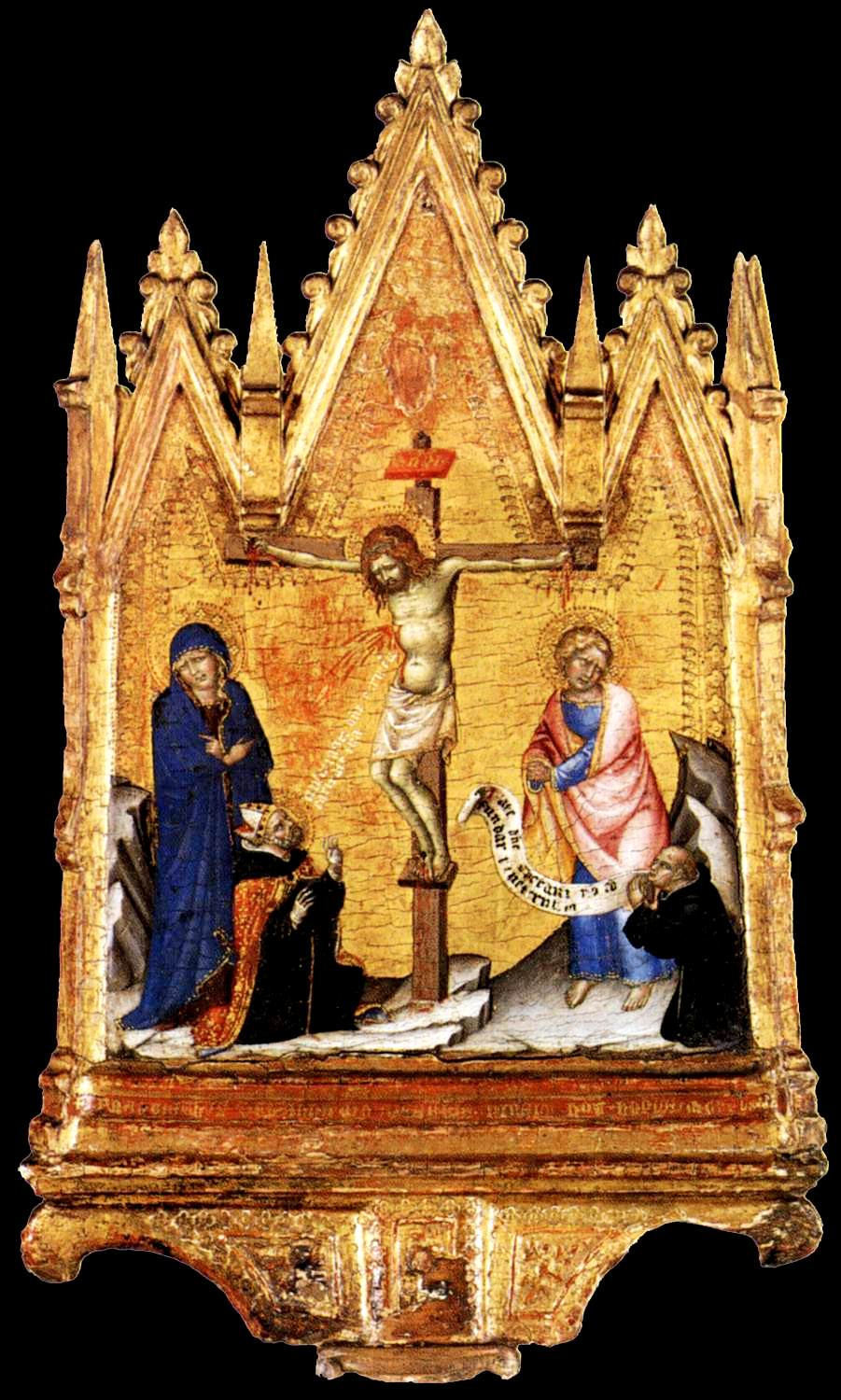
Crocifissione con donatore di Francesco di Vannuccio, 1380

Francesco di Vannuccio (Siena, ... – prima del 1391) è stato un pittore italiano documentato tra il 1356 e il 1389.

## Biografia
Gli è stato attribuito un piccolo numero di opere, caratterizzate dall'attenzione e dall'amore per i motivi e le decorazioni, una tradizione che risale a Siena a Simone Martini. Uno stendardo processionale bifaccia, firmato e datato 1380, dipinto da un lato con la Crocifissione e dall'altro con una raffigurazione in vetro dipinto della Vergine in trono con santi, si trova nella Gemäldegalerie di Berlino (inv. N. 1062B) ed è la base dalla quale gli sono stati attribuiti numerosi altri dipinti. La maggior parte di questi sono opere di piccole dimensioni, riccamente rifinite, che erano destinate alla devozione privata, suggerendo che Francesco di Vannuccio lavorasse per un gruppo esigente e ricco di mecenati privati.